# Anne Haast
Anne Haast (Dongen, 1 juli 1993) is een Nederlandse schaakster. Zij won in 2014, 2015, 2016, 2017 en 2021 het Nederlands kampioenschap schaken voor vrouwen. In 2015 werd haar door de FIDE de titel Grootmeester voor vrouwen (WGM) toegekend.

## Schaakloopbaan
Haast speelde in de Meesterklasse voor de jeugd en speelde haar wedstrijden voor HMC Calder, bij de senioren speelt ze in de Meesterklasse (KNSB) voor De Stukkenjagers uit Tilburg. In 2018 promoveerde De Stukkenjagers 1, met zowel Anne Haast als haar broer Mark, naar de Meesterklasse.
Ze deed in 2008 mee aan de Nederlandse Kampioenschappen Schaken 2008 voor vrouwen. Ze was toen met 14 jaar de jongste deelneemster.
Haast werd jarenlang getraind door Petra Schuurman.
In 2014 werd ze Nederlands kampioen bij de vrouwen in Amsterdam. Op de Olympiade in Tromsø speelde ze aan het tweede bord van het Nederlandse team. Ze haalde 6.5 punt uit 10 partijen. In december 2014 speelde ze tijdens het Schaakfestival in Groningen een match over 6 partijen tegen de Duitse IM Elisabeth Pähtz. Pähtz won de match, maar hoewel de match al verloren was wist Haast de laatste partij te winnen. In 2016 won Anne Haast de damesprijs op het BPB Limburg Open, met o.a. een remise tegen de grootmeester Benjamin Bok.
In 2015 deed Haast mee aan de Challengers Group van het Tata Steel Chess Tournament. In de derde ronde behaalde ze een zege op grootmeester Jan Timman. Hoewel ze op papier de op een na zwakste speler was, haalde ze de WGM-titel binnen en, door een remise tegen GM Erwin l'Ami, haar eerste IM-norm. In augustus 2015 voerde ze voor het eerst de ratinglijst van Nederlandse vrouwen aan, een positie die jarenlang was voorbehouden aan Zhaoqin Peng. Ook in 2016 deed Anne Haast mee aan de Challengers Group van Tata Steel Chess. Dit keer met minder succes; ze werd laatste ondanks een zege op de Duitse grootmeester Liviu Dieter Nisipeanu.
Ook in 2015, 2016, 2017 en 2021 werd Haast Nederlands kampioen schaken bij de vrouwen. In 2016 en 2017 werd ze ook Nederlands Kampioen Rapid bij de vrouwen.
Haast heeft de titel WGM (Woman Grandmaster) en benodigde normen voor de titel IM (International Master), maar heeft de ratingeis (2400) voor deze titel nog niet gehaald.

## Stichting ChessQueens
In november 2014 richtten de dames van het Olympiadeteam de Stichting ChessQueens op, die het vrouwenschaak zowel aan de top als in de breedte moet bevorderen. Haast is secretaris van deze stichting.

## Familie
Haasts broer Mark Haast is meesterschaker (IM); daarnaast heeft ze nog twee schakende broers en haar vader schaakt ook. Ze heeft een relatie met schaker Stefan Kuipers en beviel in 2020 van een dochter.

## Externe koppelingen
- Profiel van Anne Haast op ChessQueens.nl
- (en)   Informatie over schaakpartijen van Anne Haast op ChessGames.com
- (en)   Informatie over schaakpartijen van Anne Haast op 365chess.com
- (en)  FIDE-ratinggegevens voor Anne Haast